# Pala di San Giovanni
La pala di San Giovanni è un dipinto olio su tavola di Lattanzio da Rimini conservato nella chiesa di San Giovanni Battista di Mezzoldo. Il dipinto è tra i pochi firmati dall'artista: LATANTIO DE ARI/MINO.

## Storia
La bergamasca, ospita nelle sue chiese, molte opere eseguite negli ultimi decenni del Quattrocento e i primi del Cinquecento da importanti artisti veneziani, lavori che sono chiamati i tesori dei migranti, erano infatti molti i bergamaschi valligiani che dalla val Brembana e val Seriana si spostavano in cerca di fortuna nella città lagunare e dopo aver raggiunto una certa agiatezza, commissionavano opere agli artisti veneziani che dovevano abbellire le chiese dei luoghi d'origine, non era solo un desiderio devozionale, ma era anche un modo per testimoniare d'aver raggiunto una buona posizione sociale. Vi furono anche artisti veneziani, che invece scelsero proprio di raggiungere la città orobica e di creare sul luogo importanti opere, tra questi Lorenzo Lotto. La val Brembana accolse opere d'ispirazione belliniana mentre quella Seriana muranese con i Vivarini.
Lattanzio da Rimini risponde a questo essendo stato allievo di Giovanni Bellini con il quale collaborò ai decori del sala del Maggior Consiglio, e del quale si onorava di poter indicare nella firma: discipulus Johannis Bellini. Anche la pala di San Giovanni percorre la storia di molti altri lavori, furono migranti cittadini che avendo raggiunto una certa agiatezza commissionarono all'artista il dipinto per la chiesa intitolata a san Giovanni Battista, che era stata elevata solo nel 1466, e aveva quindi necessità di essere ulteriormente abbellita con opere d'arte. La commissione aveva quindi la finalità non solo devozionale, dedicandola al santo titolare, e ornamentale ma anche di confermata maggior posizione sociale e economica.
La chiesa conserva nel timpano il dipinto sempre del Lattanzio raffigurante Cristo in pietà con la Madonna e san Giovanni che faceva parte del dipinto come cimasa della cornice originale. Il dipinto unico, contrariamente ai polittici a cui i valligiani erano abituati portò sicuramente una novità importante sul territorio non subito ben accetto, vi sono infatti di epoche successive altri polittici di autori importanti, tra questi Lotto nel polittico di Ponteranica del 1522.

## Descrizione
Il dipinto è conservato nella medesima posizione in cui fu posto nei primi anni del Cinquecento. Nella tavola centinata sono inseriti i tre personaggi. Lattanzio scelse la forma già usata da Cima da Conegliano: il paesaggio largo e non inseriti in architetture come poteva aver appreso dal suo maestro. I santi sono illuminati da una luce che proviene dal lato destro e che ne accende l'immagine dando colore sial agli incarnati che alle vesti riccamente drappeggiate. San Giovanni è raffigurato come un uomo corpulento riprendendo il polittico di polittico di San Martino di Piazza Brembana: Secondo il critico Giuseppe Fiocco l'artista aveva ormai abbandonato il maestro volgendo i suoi studi artistici verso le opere di Cima da Conegliano: Il gruppo dei tre santi è mutuato dalla pala della Madonna dell'Orto di Cima a Venezia. Tutti li elementi si pongono tra cima e Carpaccio, mentre rimane poco di Bellini, forse perché modello più temibile.
L'aspetto monumentale dei personaggi viene dimenticato dall'espressione amorevole dei loro volti che fa da contrasto. I tre personaggi sono inseriti in un ambiente desertico, ma dopo una prima striscia di territorio sabbioso, il paesaggio si modifica e il colore passa dall'ocra al verde delle colline e degli alberi frondosi. Vi è raffigurato un gregge con il pastore, un cervo e una strada impervia dove vi sono due cavalieri a cavallo diretti al castello dipinto sulla sommità del monte. Le tre fasi del paesaggio vogliono rappresentare la capacità di Giovanni di seminare sui terreni aridi per portare la nuova novella. Giovanni Battista non è raffigurato con la tipica pelle di pecora, ma con gli abiti che lo porteranno a diventare quello che anticiperà il Salvatore.
Ai piedi del Battista vi è un cartiglio con la firma dell'artista.